# Tectaria beccariana
Tectaria beccariana är en ormbunkeart som först beskrevs av Vincenzo de Cesati, och fick sitt nu gällande namn av Carl Frederik Albert Christensen. Tectaria beccariana ingår i släktet Tectaria och familjen Tectariaceae. Inga underarter finns listade.